# تاگ (واحد)
تاگ به اندازه‌گیری عایق حرارتی یک واحد سطح گفته می‌شود که به عنوان مقاومت حرارتی نیز شناخته می‌شود. این اندازه‌گیری بیشتر در صنعت نساجی استفاده می‌شود و اغلب در مشخصات منسوجاتی مانند لحاف و روانداز بیان می‌شود. 

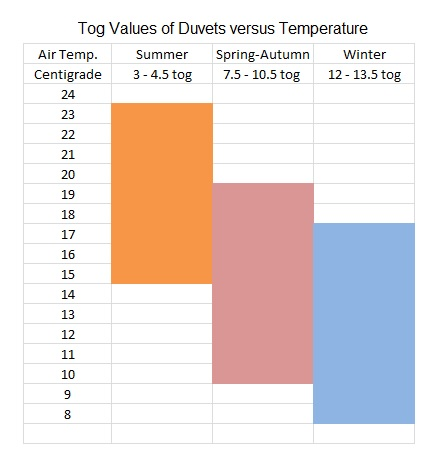
رتبه‌بندی رواندازها برای راحتی بزرگسالان در برابر دما بر حسب واحد تاگ

مؤسسه شرلی در منچستر انگلستان، مفهوم واحد تاگ را به عنوان یک جایگزین ساده برای برای واحد مبتنی بر استاندارد جهانی به جای m2⋅K/W توسعه داد. این نام از کلمه tog به معنی جامه و لباس گرفته شده‌است که خود از کلمه توگا که پوششی در روم باستان بود، گرفته شده‌است. هم چنین می‌توان tog را اختصار درجه کلی حرارتی (thermal overall grade) نیز فرض کرد.
واحد اصلی ضریب عایق RSI که معادل (1 m2⋅K/W) است و رابطه تاگ با آن به این شرح است: 1tog = 0.1RSI
همچنین یک واحد دیگر نیز در ایالات متحده با نام clo متداول است که طبق تعریف استاندارد ASTM D-1518 معادل 1.55RSI یا 0.155tog می‌باشد.
یک تاگ 0.1m2⋅K/W است. به عبارت دیگر، زمانی که جریان گرما برابر با یک وات بر متر مربع باشد، مقاومت حرارتی بر حسب تاگ برابر با ده برابر اختلاف دمایی (در درجه سانتیگراد) بین دو سطح یک ماده است.
رواندازهای ساخت بریتانیا با پله‌های ۱٫۵ تاگ و از حداقل ۳٫۰ تاگ (برای فصول گرم تر) تا ۱۶٫۵ تاگ (فوق گرم) فروخته می‌شوند. مقادیر بیان شده حداقل هستند. مقادیر واقعی ممکن است تا ۳ تاگ بالاتر باشد.
| حداقل      | ۱٫۰–۲٫۵ تاگ   |
| تابستان    | ۳٫۰–۴٫۵ تاگ   |
| بهار پاییز | ۷٫۵–۱۰٫۵ تاگ  |
| زمستان     | ۱۲٫۰–۱۳٫۵ تاگ |